# Генріх II (герцог Брабанту)
Генріх II Шляхетний (або Щедрий) (*Henri II le Magnanime, 1207 —1 лютого 1248) — 2-й герцог Брабанту в 1235—1248 роках, герцог Нижньої Лотарингії. До кінця його правління титул герцога Брабанта та Нижньої Лотарингі фактично поєдналися й «Нижня Лотарингія» фактично перестала використовуватися.

## Життєпис
Походив з Лувенського (Брабантського) дому. Старший син Генріха I Сміливого, герцога Брабанту і Нижньої Лотарингії, та Матильди Булонської. Народився 1207 року. Дитиною декілька разів перебував у заручниках у короля Філіппа Швабського. 1215 року оженився з представницею імператорської династії Гогенштауфенів. Вперше згадано у хартіях батька 1221 року. В 1226 році Генріха було висвячено на лицаря.
Продовжував політику з розширення герцогства на схід, що призвело до конфліктів з Льєзьким єпископством. З 1237 року спільно з герцогством Лімбург боровся проти Льєжа. Натомість Генріх II уклав союз з імператором Фрідріхом II Гогенштауфеном. Боротьба з Льєзьким єпископоством тривала до 1243 року.
По смерті першої дружини Марії, одружився в 1240 році на Софії Тюринзькій. У тому ж році розгорівся конфлікт з Кельнським архієпископом Конрадом фон Гохштаденом з приводу графства Далем. Через союз з імператором Священної Римської імперії 1244 року отримав графство Далем.
Генріх III скористався неповноліттям своїх небожів — Оттона II, графа Гельдерн, і Вільгельма II, графа Голландії, для посилення впливу Брабанту в цих графствах. В 1247 році Генріх II відхилив пропозицію стати королем Німеччини. Натомість підтримав кандидатуру Вільгельма Голландського, якого до кінця року було обрано й визнано королем найбільшими німецькими феодалами та Папським престолом. Того ж року його дружина Софія успадкувала Тюринзьке ландграфство. Тому Генріх II став спільно з дружиною керувати цим володінням.
12 січня 1248 року першим в історії Брабанту Генріх II публікує хартію, яка гарантувала недоторканність певних прав підданих, зокрема герцог відмовився від права «мертвої руки», права власності. Помер Генріх II 1 лютого 1248 року. Владу успадкував його старший син Генріх III.

## Родина
1. Дружина — Марія, донька Філіппа I, короля Німеччини
Діти:
- Генріх (1231—1261) — герцог Брабантський
- Філіпп
- Матильда (1244—1288) — дружина: 1) Роберта I, графа Артуа; 2) Гі III, графа Сен-Поль
- Беатріс (1225—1288) — дружина: 1) Генріха Тюринзького, короля Німеччини; 2) Вільгельма III де Дамп'єр, графа Фландрії
- Марія (1226—1256) — дружина Людвіга II, герцого Верхньої Баварії
- Маргарет (д/н—1277) — аббатиса монастиря Вальдук

2. Дружина — Софія, донька Людвига IV, ландграфа Тюрингії
Діти:
- Єлизавета (1243—1261) — дружина Альбрехта I Вельфа, герцога Брауншвейг-Люнебургу
- Генріх (1244—1308) — засновник Гессенського дому